# Johann August Rösler

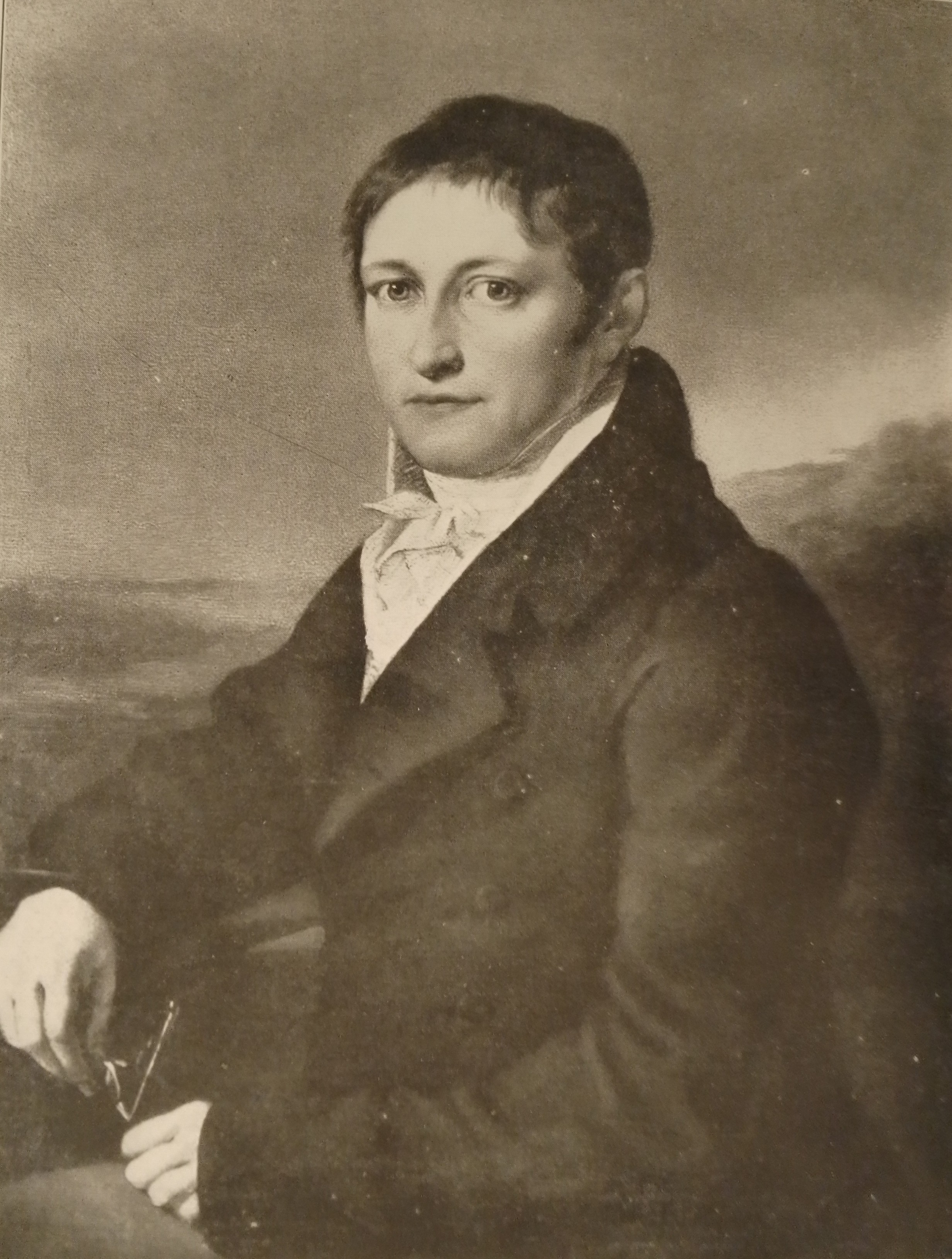
Johann August Rösler, Porträt seines Bruders Johann Carl Rösler

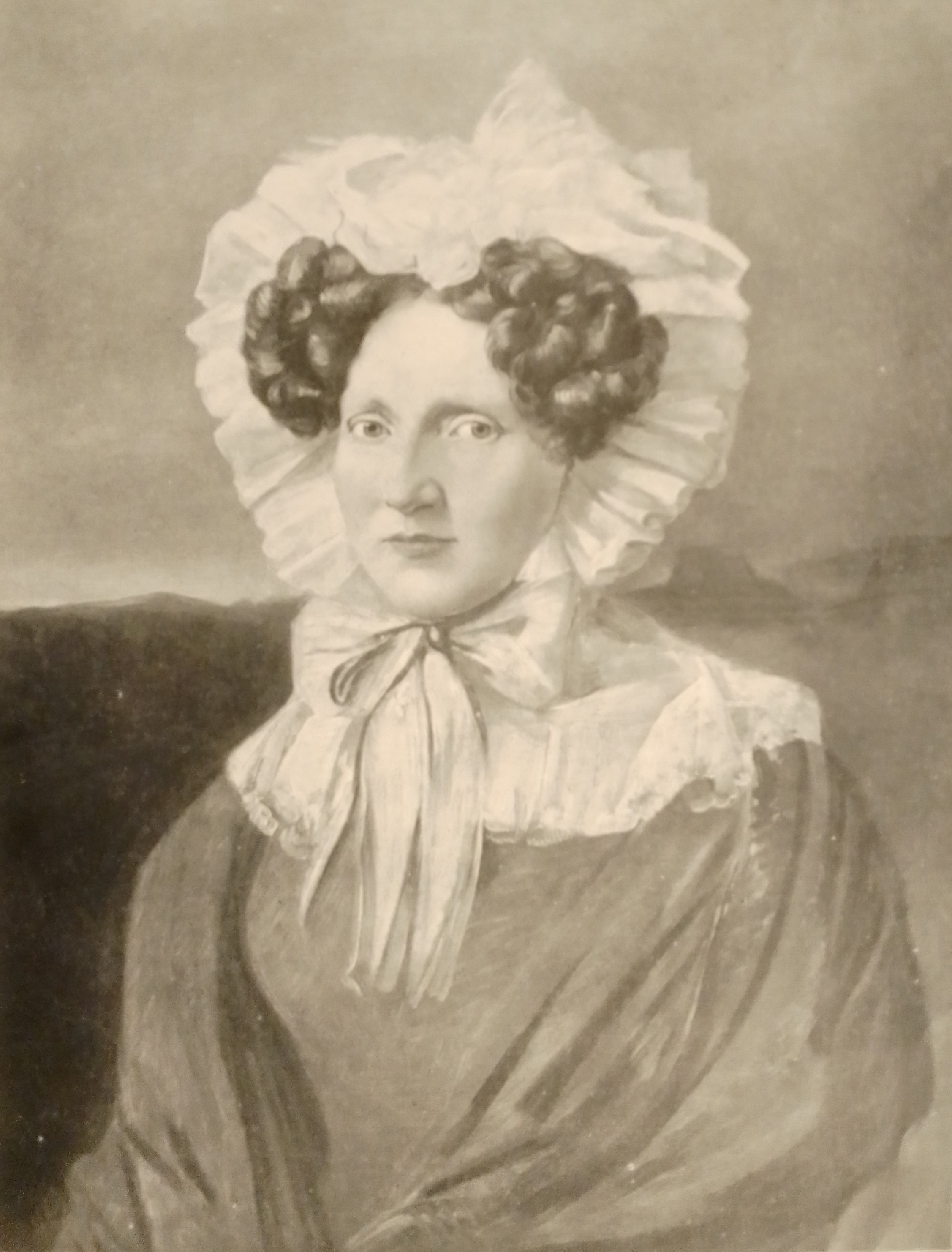
Röslers Ehefrau Louise, Porträt Johann Carl Röslers

Johann August Rösler (* 27. August 1778 in Görlitz; † 28. Februar 1862 ebenda) war ein deutscher Philosoph, Prediger, Sekretär der Oberlausitzischen Gesellschaft der Wissenschaften, Schullehrer und -direktor. Die Geschichte der Luisenschule hat er maßgeblich geprägt, die Görlitzer Handwerkerschule mitbegründet.

## Leben
Johann August wurde als fünftes von sechs Kindern seiner Eltern Sebastian Rösler und Sophia (geb. Gardt; aus Muskau) in Görlitz geboren. Sein Vater war „Oberältester der Nagelschmiede“, Tabak- und Garnhändler und Stadtbeamter. Eines von Johann Augusts Geschwistern war Johann Carl Rösler.
Er und seine Geschwister genossen eine strenge Erziehung, gingen stets zur Kirche. Johann August half regelmäßig lange im Tabakladen seines Vaters aus. Seine erste Schule war die „Waisenhausschule“. 1789 ging er aufs Gymnasium, Ostern 1800 begann sein Studium in Leipzig. „In allen Klassen“ empfing er die Gersdorffsche Schulprämie, „durch das Loos“ kam ihm auch das Sylverstainsche Stipendium zugute. Zweimal jährlich fand ein „öffentlicher Redeaktus“ statt, den Rösler im Gegensatz zu seinen Kommilitonen wahrnahm. So lernte er nach eigener Aussage eine deutliche Aussprache und mehr Selbstsicherheit als „Kandidat der Theologie“ beim Betreten der Kanzel. Schon im Jahr 1802 erlangte Rösler den Magistergrad und die Doktorwürde in Philosophie. Dann schloss er sich der donnerstägigen und der wendischen Predigergesellschaft an. Ab dann hielt er in allen Leipziger Kirchen regelmäßig Vormittags- und Nachmittagsgottesdienste. Auch gab er Privatunterricht. Durch Zuspruch von befreundeten Lehrern entschied sich Rösler an einer Schule zu unterrichten. Seine Wahl fiel auf die im Jahr 1803 errichtete Leipziger Bürgerschule, die deutschlandweit einen hervorragenden Ruf hatte. Ebenso einen guten Ruf erhielten also die Lehrer, die an ihr tätig waren.
1805 und 1806 kamen zwei Anfragen aus Görlitz an Rösler, eine von Gymnasium und eine von der Luisenschule. Zunächst entschied sich Rösler in Leipzig zu bleiben. 1809 aber, nach gutgemeinten, vor allem uneigennützigen Ratschlägen von Gedike und Lindner, folgte er dem Ruf ans Görlitzer Gymnasium. Schüler und ihre Eltern gaben „ihre Liebe unverkennbar“ zum Ausdruck, auch Rösler fiel der Abschied aus Leipzig schwer.
Am 4. Mai 1809 wurde Rösler „feierlich“ vom Magistrat in sein Amt eingewiesen. Beim Anblick der Schulräume verließ ihn aber seine Freude an der kommenden Aufgabe und dachte an einen Abgang. Wände waren Jahre nicht geweißelt, die kleinen Fenster vergilbt, Möbel in ungewöhnlicher, schmutziger und notgedrungener Art. Er bekundete seine Missstimmung über die Zustände, woraufhin er nach seinen Wünschen und Anforderungen befragt wurde. Pfingsten und dann in den Ferien wurde renoviert. Rösler gab den Arbeitern ein zusätzliches ordentliches Trinkgeld, um die ordentliche Ausführung sicherzustellen, woran er nämlich sichtlich gezweifelt hatte. 1819 und 1828 wurden auch die Klassenzimmer, in denen Rösler unterrichtete, renoviert.
Kollegen waren durch Röslers Verbesserungswilligkeit verstimmt, aber im Nachhinein offenbar auch dankbar. Besonders Augenmerk, „viel Kampf und große Strenge“ bekamen die „zum Theil sehr verwilderten Knaben“ zu spüren.
1815 wurde Rösler für die wieder zu eröffnende Luisenschule gewonnen. Am 6. Oktober eröffnete die Schule, Rösler bald Rektor und erster Lehrer.
1828 wurde Rösler vom Magistrat zum Vorstand der Schul-/Armen-Bibliothek ernannt. 1830 verwirklichte er den von Gottlob Ludwig Demiani angeforderten Plan zur Errichtung der Handwerkerschule. Er war gleichzeitig fortan der Leiter der Anstalt. 1831 bis 1833 übernahm er das Sekretariat der Oberlausitzischen Gesellschaft der Wissenschaften.
Am 28. August 1860 wurde Rösler für seine 50-jährige Mitgliedschaft die Ehrenmedaille der Oberlausitzischen Gesellschaft der Wissenschaften verliehen.
Rösler war seit Ostern 1816 mit Louise, geb. von Clauer, verheiratet. Ihrer Ehe entstammten fünf Kinder, von denen zwei im ersten Lebensjahr starben. Die Namen der überlebenden Kinder waren Klara, Adolph und Emil.

## Schriften
- Mittheilungen über die vierte Classe des Görlitzer Gymnasiums. Heinze (Druck).1
- Die von Gersdorff’sche Mädchenerziehungsanstalt in Görlitz. 1823
- Nachricht über die Versuche aus der Experimentalphysik am Gymnasium im Görlitz. Görlitz 1828 (Online)
- Nachrichten über die Handwerksschule in Görlitz. 1834.